# Giovanni Simonelli (Drehbuchautor)
Giovanni Simonelli (* 1. Dezember 1926 in Rom; † 17. November 2007 ebenda) war ein italienischer Drehbuchautor und Filmregisseur.

## Leben
Giovanni Simonelli, der Sohn von Regisseur Giorgio Simonelli, debütierte 1958 als Drehbuchautor des Films Quanto sei bella Roma. In seiner bis 1990 andauernden Karriere schrieb er über achtzig Vorlagen, oftmals für actionreiche Filme von Gianfranco Parolini und Antonio Margheriti. Seine Arbeiten waren keine herausragende Kunst, aber verlässliche, gewitzte Unterhaltung; ein Eindruck, den sein 1989 erfolgter einziger Film als Regisseur, der mediokre Horrorfilm Die Saat des Teufels leider nicht mehr widerspiegeln konnte, als er für Lucio Fulci einsprang, mit dem er in dieser Zeit mehrfach zusammenarbeitete (so auch bei seinem finalen Drehbuch, Un gatto nel cervello). 1997 kehrte er für den Fernsehfilm Mio padreè innocente aus dem Ruhestand zurück.
Manchmal wurde er als Simon O’Neil geführt. Unter anderen Pseudonymen wie Art Mitchell, Larry Madison oder J. Duke Sandwell schrieb Simonelli Romane, die meist in Heftform erschienen.
Simonelli hat einen 1965 geborenen Sohn, Michele.

## Filmografie
- 1958: Aufstand der Gladiatoren (La rivolta dei gladiatori)
- 1961: Herkules im Netz der Cleopatra (Sansone)
- 1961: Die Irrfahrten des Herkules (Goliath contro i giganti)
- 1961: Unter der Flagge der Freibeuter (Los bucaneros del Caribe)
- 1962: Der Kampf der Makkabäer (Il vecchio testamento)
- 1962: Samson, Befreier der Versklavten (La furia di Ercole)
- 1964: Oklahoma John – Der Sheriff von Rio Rojo (Oklahoma John)
- 1965: 100.000 Dollar für Ringo (100.000 dollari per Ringo)
- 1965: Johnny West und die verwegenen 3 (Johnny West il mancino)
- 1965: Unser Mann aus Istanbul (Operación Estambul)
- 1965: Der Mann, der kam, um zu töten (L’uomo dalla pistola d’oro)
- 1965: Sancho – dich küßt der Tod (Sette magnifiche pistole)
- 1966: Django – Nur der Colt war sein Freund (Django spara per primo)
- 1966: Fünf vor 12 in Caracas (Inferno a Caracas)
- 1966: Kommissar X – Jagd auf Unbekannt
- 1966: Kommissar X – Drei grüne Hunde
- 1966: 6 Kugeln für Gringo (Dos pistolas gemelas)
- 1966: Donner über dem Indischen Ozean (Tormenta sobre el Pacífico)
- 1967: Fedra West
- 1967: Kommissar X – Drei grüne Hunde
- 1967: Leg ihn um, Django (Vado… l‘ammazzo e torno)
- 1967: Operation Taifun (Con la muerte a la espalda)
- 1968: Kommissar X – Drei blaue Panther
- 1968: Von Django – mit den besten Empfehlungen (Uno dopo l'altro)
- 1968: Zum Abschied noch ein Totenhemd (Vendo cara la pelle)
- 1970: Sartana – noch warm und schon Sand drauf (Buon funerale amigos… paga Sartana)
- 1972: Beichtet Freunde, Halleluja kommt (Il West ti va stretto, amico… è arrivato Alleluja)
- 1972: Ein Einsamer kehrt zurück (El retorno de Clint el Solitario)
- 1972: Judas… ¡toma tus monedas!
- 1972: Tedeum – Jeder Hieb ein Prankenschlag (Te deum)
- 1973: Le llamaban Calamidad
- 1974: Fantasma en el Oeste
- 1974: Virilità
- 1975: Wolfsblut greift ein (Zanna Bianca alla riscossa)
- 1978: Plattfuß in Afrika (Piedone l’africano)
- 1983: Die Überlebenden der Totenstadt (I sopravvisuti della città morta)
- 1985: Die Jäger der goldenen Göttin (La leggenda del rubino malese)
- 1990: Die Saat des Teufels (Hansel e Gretel) (auch Regie)